# Circuit de Barcelona-Catalunya
El Circuit de Barcelona-Catalunya, conegut també com a Circuit de Catalunya o Circuit de Montmeló, és un circuit de curses situat a cavall dels termes municipals de Montmeló, Parets del Vallès i Granollers, al Vallès Oriental. Ubicat a 32 km de Barcelona, s'hi pot accedir per carretera (AP-7 i C-17) o en tren (línies R2 i R11). Els dies de Gran Premi el circuit posa a disposició de les aerolínies interessades el seu heliport.

## Història

### Antecedents
A començament de la dècada de 1980, l'antic circuit de Montjuïc havia quedat totalment desfasat. El Reial Automòbil Club de Catalunya (RACC), conscient que Catalunya necessitava un circuit apte per a curses de Fórmula 1 i de motociclisme, adquirí uns terrenys prop de Caldes de Malavella per a construir-n'hi un. Amb aquesta finalitat arribà a apujar les quotes als seus més de 90.000 socis, però finalment la iniciativa no es concretà. Una altra iniciativa abandonada pretenia ampliar el circuit de Montjuïc, afegint-hi fins i tot la plaça d'Espanya. Finalment, la Generalitat de Catalunya s'hi involucrà i començà a projectar un circuit al Vallès Oriental.

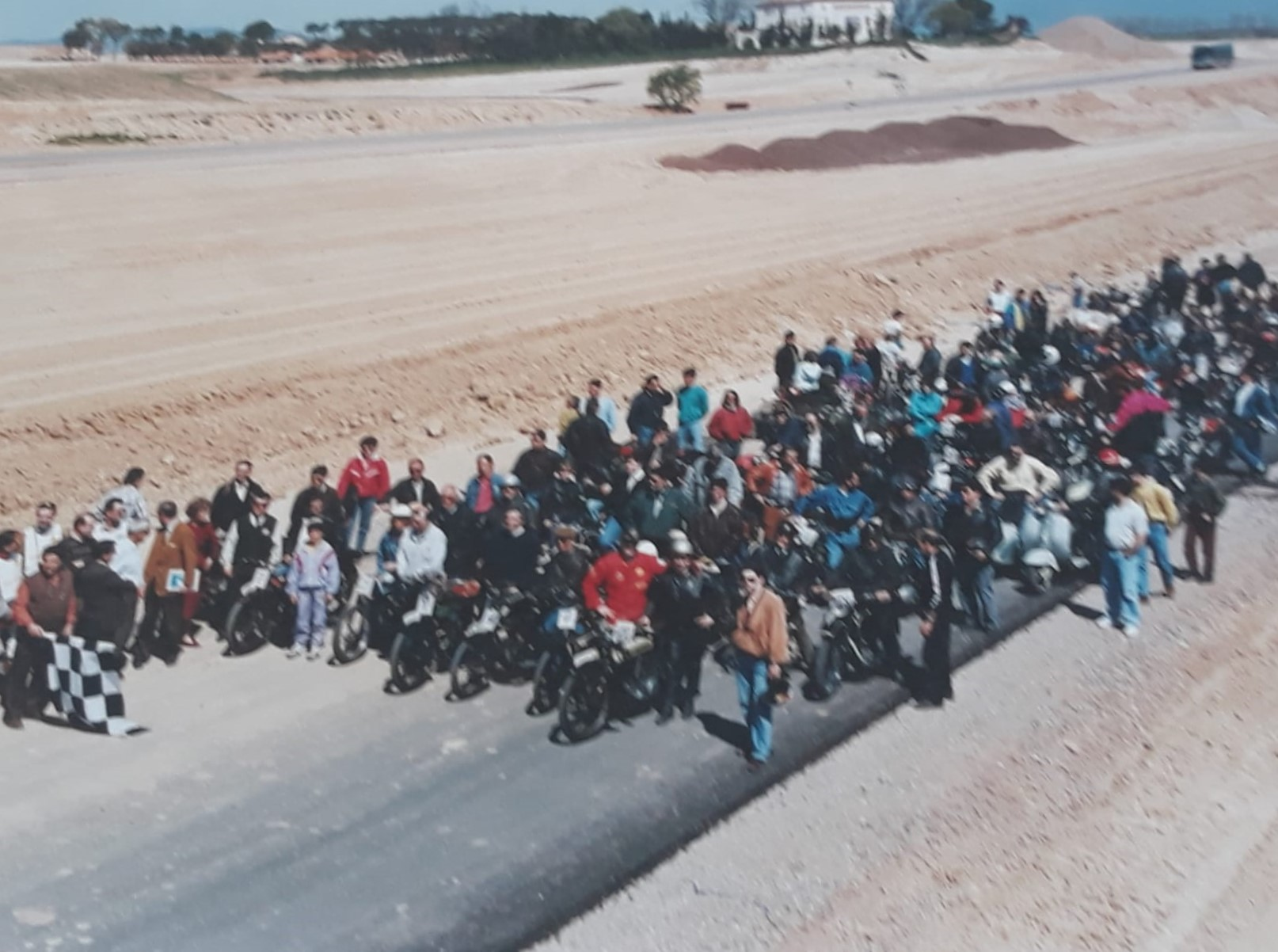
Reunió de motociclistes al futur Circuit de Catalunya (ca. 1989)

Cap a 1985, es localitzaren uns terrenys en venda a Montmeló que reunien les característiques desitjades. El 3 d'octubre de 1986, el Parlament de Catalunya va aprovar per unanimitat una proposició no de llei, instant al Consell Executiu a «coordinar els organismes pertinents, amb la finalitat d'estudiar i unir esforços per a la creació d'un nou circuit permanent de velocitat». El juliol de 1987 s'aprovaren les reformes urbanístiques adients a Montmeló i a Granollers per permetre-hi la construcció d'aquesta gran infraestructura. El 24 de desembre d'aquell mateix any, el RACC adquirí la finca, valorada en més de 500 milions de pessetes d'aleshores (uns 3.000.000 d'euros actuals). Després de diversos tràmits administratius, el 24 de febrer de 1989 es va constituir el Consorci del Circuit de Catalunya entre la Generalitat, l'Ajuntament de Montmeló i el RACC, i es va firmar el conveni amb el Consejo Superior de Deportes (CSD). Aquell mateix dia, es va posar la primera pedra del Circuit de Catalunya.

### Inauguració
Un cop enllestida l'obra, per a la qual calgué moure 1.000.000 de m³ de terra, el nou Circuit de Catalunya s'inaugurà oficialment el 10 de setembre de 1991. Cinc dies després, el circuit va acollir la primera cursa oficial, el Campionat d'Espanya de Turismes, amb victòria de l'expilot de F1 Lluís Pérez Sala. Pel que fa a les motos, la primera prova que s'hi va celebrar va ser el Superprestigio Solo Moto, els dies 12 i 13 d'octubre, que va servir per a homologar la pista.
El 29 de setembre es va disputar el 35è Gran Premi d'Espanya de Fórmula 1 després de setze anys d'absència a Catalunya. El mundial de motociclisme va arribar un any més tard amb la celebració del Gran Premi d'Europa de 1992 (del 29 al 31 de maig), nom que canvià pel de Gran Premi de Catalunya a partir de 1996.
Durant els Jocs Olímpics d'Estiu de 1992 a Barcelona, el Circuit de Catalunya albergà la prova de 100 quilòmetres contrarellotge de ciclisme.

### Canvi de nom
Fruit de l'acord de patrocini de l'Ajuntament de Barcelona amb el Circuit amb l'objectiu de vincular el turisme de Barcelona a l'activitat de la instal·lació, el 2 de setembre de 2013 el circuit canvià oficialment de nom i deixà d'anomenar-se «Circuit de Catalunya» per a canviar a la nova denominació de «Circuit de Barcelona-Catalunya».

## Característiques

### Instal·lacions

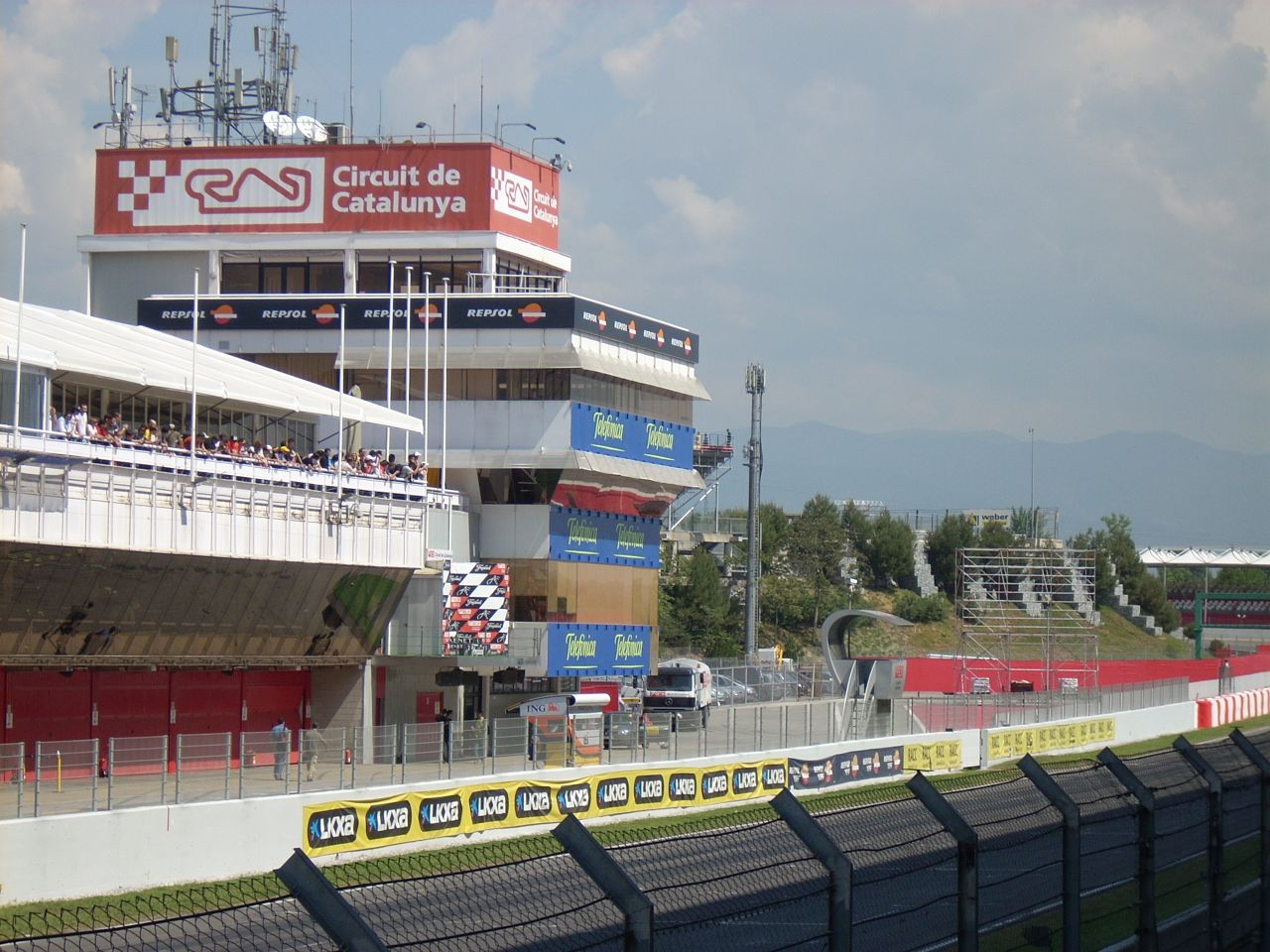
La torre de control

Amb una superfície total ocupada de 120 ha i 79,5 ha de superfície practicable, el circuit compta amb les instal·lacions dedicades a les competicions d'esports de motor més grans de Catalunya.
El pàdoc ocupa 48.000 m² i disposa de 50 boxs en una superfície de 4.800 m². Els espais VIP es reparteixen entre 37 Pisos Box, 18 Suites Platinum, 18 Suites Gold i la Sala VIP a la Torre de Control. Hi ha a més una sala de premsa i briefing de 1.230 m², un restaurant permanent amb capacitat per a 250 comensals, vuit bars permanents, 32.000 places d'aparcament, dos heliports, una benzinera, un túnel de rentatge de vehicles, una escola de conducció i una zona especial per a la pràctica del 4x4.

### Traçat

#### Historial
- Circuit de GP original (1991–1994)
- Circuit de GP (1995–2003) i de Motociclisme (1995–2016)
- Circuit de GP (2004–2006) i de Motociclisme (2018–2020)
- Circuit de GP (2007–2020) i de Motociclisme (2016–2017)
- Circuit de Rallycross (2015–actualitat)
- Circuit de GP amb xicana (2021–actualitat)
- Circuit de GP sense xicana (2021–actualitat)

##### Versions inicials (1995–2005)
El traçat original del circuit, inaugurat el 1991, va romandre sense canvis fins al 1995, en què se n'eliminà la xicana Nissan. El 2004 es va construir un nou gir més lent al revolt de La Caixa per als cotxes, mentre que les motocicletes van continuar fent servir la versió antiga alhora que ignoraven el gir més curt d'Europcar i la xicana RACC.

##### Següents versions (2006-2020)

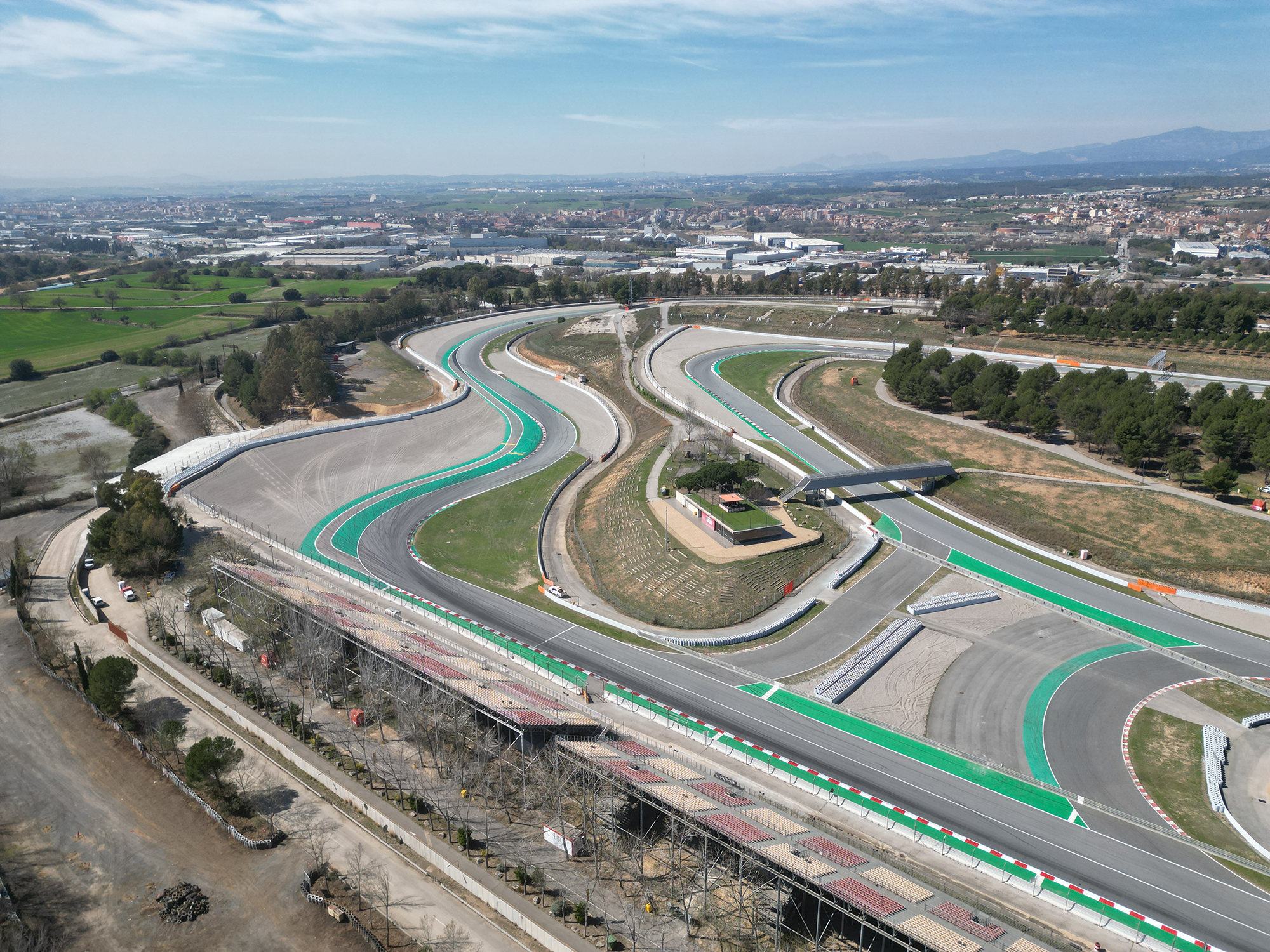
Vista aèria dels revolts 1 a 6

Al novembre de 2006 es va fer la primera gran reforma al traçat (anteriorment només s'hi havien fet petits retocs, com ara per exemple l'eliminació de la variant de la recta de dalt) i es modificà el revolt de La Caixa, on s'incorporà una nova variant destinada a les competicions d'automobilisme. El gener de 2007 es va fer la segona gran reforma, consistent en la nova xicana, situada entre els dos últims revolts abans de l'entrada a la recta principal.
Fins al 2015, el traçat emprat al Gran Premi de motociclisme era el de la versió 1995–2003 del circuit del Gran Premi. El disseny de la Fórmula 1 es va aplicar també al Gran Premi de motociclisme el 2016 després de l'accident mortal de Luis Salom al revolt Europcar el 3 de juny, durant el Gran Premi de Catalunya del 2016. El control de la cursa va canviar al circuit de Fórmula 1 per a la classificació i la cursa del 5 de juny. El 15 de desembre, la FIM va anunciar que aquell canvi passava a ser permanent, anunciant plans per a una xicana abans de l'actual xicana de cotxes. Malgrat tot, durant el Gran Premi de Catalunya del 2017, els corredors van considerar que la nova xicana era perillosa a causa d'un canvi de superfície i es va fer servir la xicana dels cotxes  en comptes seu. Després de certs canvis a la pista durant la temporada baixa, com ara la supressió de tribunes al revolt 12, la creació d'una escapatòria addicional i una repavimentació completa del circuit, es va fer servir el traçat de la Fórmula 1 que havia estat vigent del 2004 al 2006, el qual inclou la nova forquilla de La Caixa en comptes del llarg revolt de radi ample anterior, eliminant-ne la xicana.

##### Versions modernes (2021-)
De cara al 2021 es va tornar a remodelar la forquilla de La Caixa, més lenta que l'original però més ràpida que la de Fórmula 1. Les modificacions es van fer per a millorar la seguretat dels conductors. El World RX de Barcelona (Rallycross) va fer servir parts de la pista prop dels revolts 11-15, amb dos trams addicionals de grava.
Des del 2023, el Gran Premi de Fórmula 1 fa servir el traçat emprat pel de motociclisme des del 2021, eliminant-ne la xicana de l'últim sector de la volta (que la Fórmula 1 havia emprat cada any des que es va introduir el 2007) i revertint els revolts finals dels cotxes de Fórmula 1 a una configuració ràpida que s'havia fet servir per última vegada el 2006.

#### Revolts
Tot i que a la majoria de circuits els revolts es dediquen a persones o entitats relacionades amb el món del motor a mode d'homenatge, al Circuit de Barcelona-Catalunya sempre s'han atorgat a diferents empreses com a patrocini.
- Revolt 1: Elf, empresa petroliera
- Revolt 2: Sense nom (antigament dedicada a Abolafio, empresa constructora)
- Revolt 3: Renault (revolt conegut com al Curvón)
- Revolt 4: Repsol
- Revolt 5: SEAT
- Revolt 7: TV3 (antigament dedicada a Würth, empresa de fixació i muntatge)
- Revolt 8: Sense nom (antigament dedicada a Placo Saint-Gobain, fabricant de guix)
- Revolt 9: Campsa
- Xicana 1991-1994: Nissan
- Revolt 10: La Caixa
- Revolt 11: Sense nom
- Revolt 12: Banc Sabadell
- Revolt 13: Europcar, empresa de lloguer d'automòbils
- Xicana 2007-2021: RACC
- Revolt 14: Catalunya, Agència Catalana de Turisme

#### Avançaments
Els avançaments a Montmeló, durant les curses de Fórmula 1, no són gens fàcils de dur-se a terme ja que a causa de les turbulències creades pel cotxe que es té al davant, el perseguidor no pot seguir-lo de prop en arribar al tram ràpid del final del circuit. Això fa que el perseguidor no pugui ser prou a prop del cotxe que vol avançar en el pas de la primera volta, que és l'únic punt on hom podria pensar raonablement en l'avançament. A la cursa del 2007 es va introduir una petita xicana al lloc del primer dels dos sweepers (revolts de radi ample) per tal de facilitar l'avançament.
A causa de la gran quantitat de proves i tests que es fan al circuit, els pilots i mecànics de la Fórmula 1 se'l coneixen a la perfecció, cosa que genera crítiques per part dels que pensen que es deixa molt poc de marge a les sorpreses.

### Vent
La pista de Montmeló és exigent, especialment per les condicions meteorològiques i concretament pel vent, el qual posa a prova les qualitats aerodinàmiques dels cotxes. La direcció del vent al circuit pot canviar dràsticament durant el dia, un factor important atesa la importància de l'aerodinàmica als cotxes moderns de Fórmula 1. Això fa que sigui difícil trobar una bona configuració, ja que els cotxes poden tenir una gran resistència aerodinàmica i adherència en una part del circuit al matí però patir una manca d'adherència a la mateixa part del circuit a la tarda. Un determinat compost de pneumàtics pot funcionar bé quan es prova, però no tan bé un parell de mesos després. Aquestes condicions canviants poden provocar rendiments inesperats d'alguns equips durant la cursa. Les condicions canviants del vent també han provocat accidents al circuit, com ara el que va patir Fernando Alonso durant la sessió de proves del 2015.

## Esdeveniments

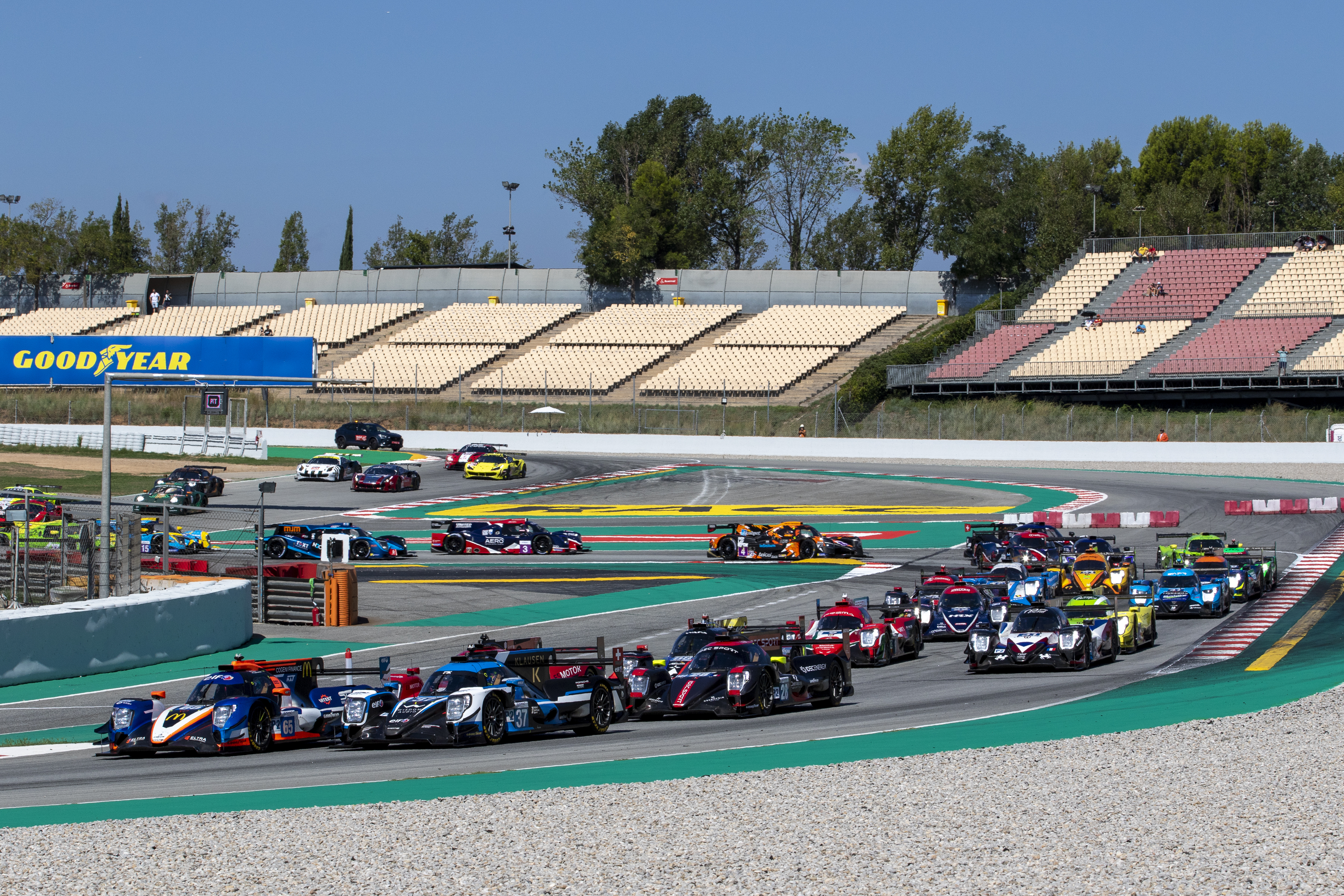
Sortida de les 24 Hores de Barcelona del 2022

Al Circuit de Catalunya s'hi celebren, entre d'altres, el Gran Premi d'Espanya de Fórmula 1, el Gran Premi de Catalunya de motociclisme i proves puntuables per als campionats de GP2, Euroformula Open i altres.
La llista dels principals esdeveniments internacionals (tot i que n'hi ha molts més) és la següent:
| Tipus                       | Competició                                                         |
| --------------------------- | ------------------------------------------------------------------ |
| Monoplaces                  | Gran Premi d'Espanya (Fórmula 1), Fórmula 2, Fórmula 3, GP2 Series |
| Motociclisme                | Gran Premi de Catalunya (MotoGP, Moto2 i Moto3)                    |
| Gran Turisme                | Porsche Supercup, International GT Open, EuroFormula Open          |
| Resistència (automobilisme) | 24 Hores de Barcelona, V de V Endurance Series                     |
| Resistència (motociclisme)  | 24 Hores de Catalunya                                              |

### Fites esportives

#### Fórmula 1
A Montmeló s'hi han viscut jornades que han passat als anals de la Fórmula 1, com ara per exemple el 1991, quan Ayrton Senna i Nigel Mansell van córrer en paral·lel tota la recta de tribuna lluitant per la segona plaça (Mansell va guanyar finalment el duel i la cursa). El 1994, Michael Schumacher va aconseguir acabar en segona posició malgrat haver conduït la meitat de la cursa sense sisena velocitat. El 1996, Schumacher va guanyar la seva primera cursa amb Ferrari després de dominar una cursa marcada per una tempesta de pluja.

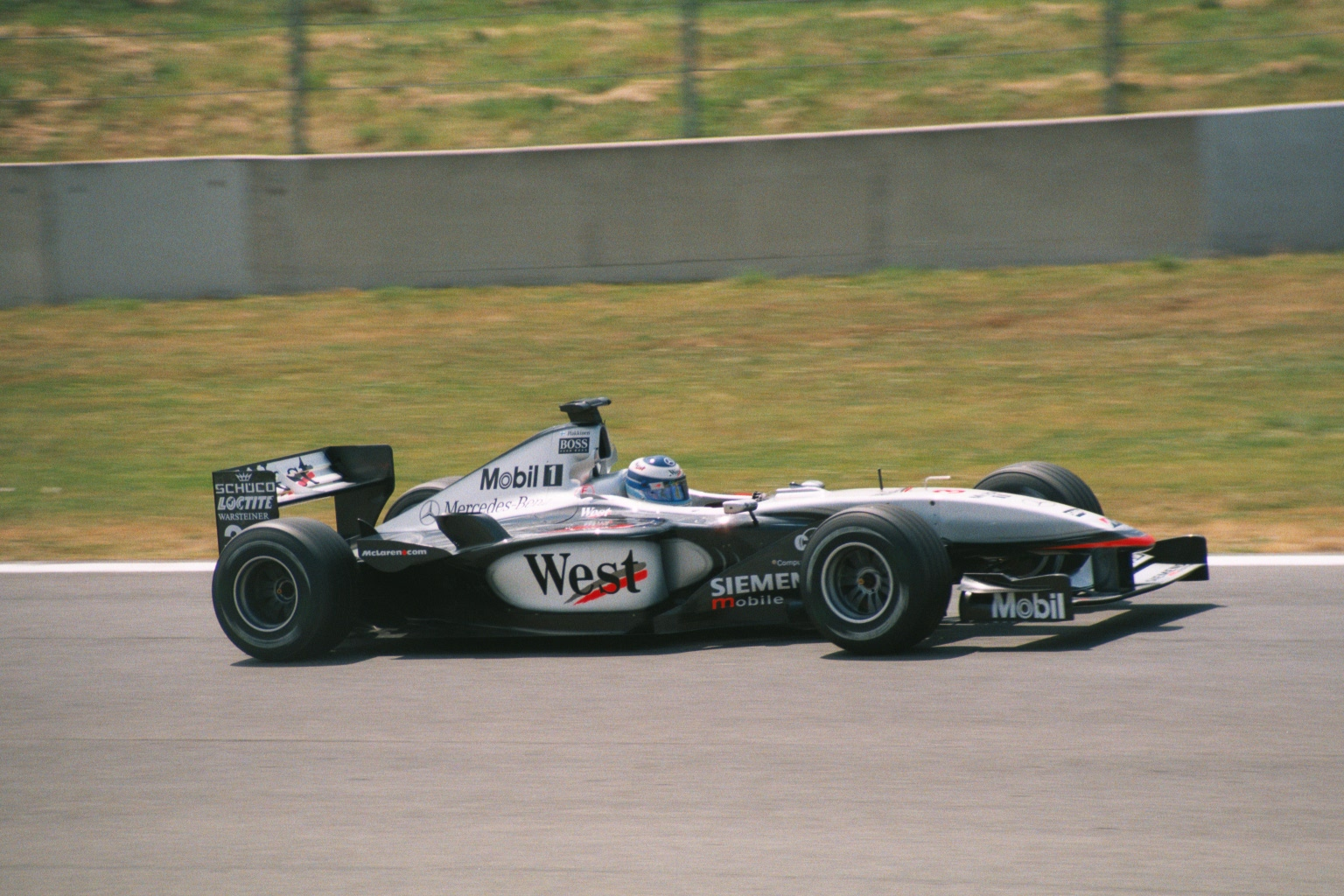
Mika Häkkinen al GP d'Espanya del 2001

El 2001, Mika Häkkinen va trencar l'embragatge quan liderava la cursa a manca d'una volta, cedint la victòria a Michael Schumacher. El 2006, Fernando Alonso va ser el primer pilot espanyol a guanyar una cursa en un Gran Premi d'Espanya.
El 2008, Heikki Kovalainen va sortir de la pista a 240 km/h després d'una fallada en la llanda al revolt 9. Va aconseguir desaccelerar a 130 km/h quan va colpejar la barrera amb el pneumàtic. Va quedar temporalment inconscient i va patir una commoció cerebral lleu, però uns minuts més tard, els espectadors es van sentir alleujats quan va aixecar el polze indicant que estava bé.
El circuit ha estat l'escenari de dues victòries de debutants a la Fórmula 1: Pastor Maldonado va aconseguir la seva primera i única victòria i podi en Gran Premi a Montmeló el 2012; el 2016, un accident al revolt quatre va fer abandonar la cursa als pilots de Mercedes Lewis Hamilton i Nico Rosberg, cosa que va permetre a Max Verstappen, de Red Bull, guanyar la cursa en la seva primera participació amb l'equip. En fer-ho, Verstappen va esdevenir el pilot més jove a guanyar una cursa de F1, a pujar al podi i a liderar una volta d'una cursa, a més del primer neerlandès a guanyar una cursa de F1.

#### Motociclisme
Al Gran Premi de Catalunya de 2006, Sete Gibernau patí una impressionant caiguda quan Loris Capirossi es desvià de la seva trajectòria al primer revolt i interferí la del català, que anava a més de 198 km/h al moment de l'accident. En la consegüent caiguda múltiple, sis pilots anaren a parar a la grava, cinc motos foren destrossades, tres pilots hagueren de ser evacuats a l'hospital i els organitzadors aturaren la cursa.

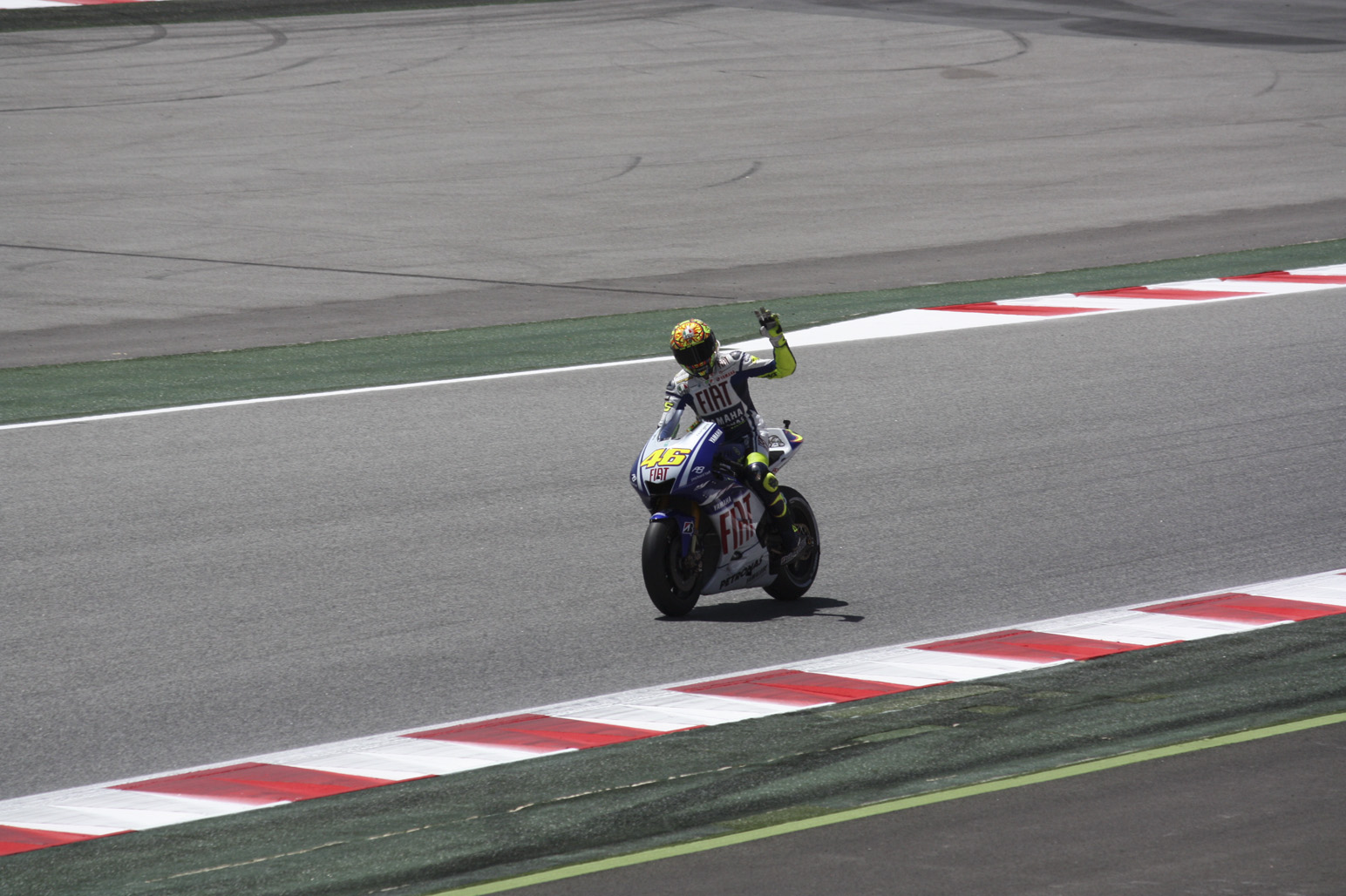
Valentino Rossi havent guanyat el GP de Catalunya del 2009

Al Gran Premi de Catalunya de 2009, els companys d'equip de Yamaha Valentino Rossi i Jorge Lorenzo van lluitar durant tota la cursa pel primer lloc, culminant amb un espectacular avançament de Rossi a l'últim punt de frenada, amb una entrada al límit, que va romandre en els anals del motociclisme. Els experts van descriure aquella cursa com a «històrica» i «genial».
El 3 de juny de 2016, durant els entrenaments lliures de Moto2 del Gran Premi de Catalunya, Luis Salom es va estavellar al revolt 12 i la sessió va quedar marcada amb bandera vermella. Després de ser traslladat al proper Hospital General de Catalunya, Salom es va morir a causa de les ferides que va patir a l'accident. En saber-ho, la FIM va decidir canviar el disseny de la pista pel mateix disseny que l'emprat a la Fórmula 1. Després d'estudiar l'afer fora de temporada, la FIM va anunciar que el traçat de la pista es modificaria lleugerament per tal de desplaçar la xicana uns quants metres més amunt.

## Palmarès

### Guanyadors del GP d'Espanya de F1 a Montmeló
A 3 d'octubre de 2024
| Any  | Pilot              | Equip    |
| ---- | ------------------ | -------- |
| 1991 | Nigel Mansell      | Williams |
| 1992 | Nigel Mansell      | Williams |
| 1993 | Alain Prost        | Williams |
| 1994 | Damon Hill         | Williams |
| 1995 | Michael Schumacher | Benetton |
| 1996 | Michael Schumacher | Ferrari  |
| 1997 | Jacques Villeneuve | Williams |
| 1998 | Mika Häkkinen      | McLaren  |
| 1999 | Mika Häkkinen      | McLaren  |
| 2000 | Mika Häkkinen      | McLaren  |
| 2001 | Michael Schumacher | Ferrari  |
| 2002 | Michael Schumacher | Ferrari  |
| 2003 | Michael Schumacher | Ferrari  |
| 2004 | Michael Schumacher | Ferrari  |
| 2005 | Kimi Räikkönen     | McLaren  |
| 2006 | Fernando Alonso    | Renault  |
| 2007 | Felipe Massa       | Ferrari  |
| 2008 | Kimi Räikkönen     | Ferrari  |
| 2009 | Jenson Button      | Brawn    |
| 2010 | Mark Webber        | Red Bull |
| 2011 | Sebastian Vettel   | Red Bull |
| 2012 | Pastor Maldonado   | Williams |
| 2013 | Fernando Alonso    | Ferrari  |
| 2014 | Lewis Hamilton     | Mercedes |
| 2015 | Nico Rosberg       | Mercedes |
| 2016 | Max Verstappen     | Red Bull |
| 2017 | Lewis Hamilton     | Mercedes |
| 2018 | Lewis Hamilton     | Mercedes |
| 2019 | Lewis Hamilton     | Mercedes |
| 2020 | Lewis Hamilton     | Mercedes |
| 2021 | Lewis Hamilton     | Mercedes |
| 2022 | Max Verstappen     | Red Bull |
| 2023 | Max Verstappen     | Red Bull |
| 2024 | Max Verstappen     | Red Bull |

### Voltes ràpides absolutes a la F1
Font:
| Anys      | Longitud | Pilot                | Equip            | Volta ràpida    |
| --------- | -------- | -------------------- | ---------------- | --------------- |
| 1991-1994 | 4,747 km | Michael Schumacher   | Benetton-Ford    | 1:20,989 (1993) |
| 1995-1996 | 4,727 km | Damon Hill           | Williams-Renault | 1:24,531 (1995) |
| 1998-1999 | 4,728 km | Giancarlo Fisichella | Jordan-Peugeot   | 1:22,242 (1997) |
| 2000-2003 | 4,730 km | Rubens Barrichello   | Ferrari          | 1:20,143 (2003) |
| 2004-2006 | 4,627 km | Giancarlo Fisichella | Renault          | 1:15,641 (2005) |
| 2007-     | 4,655 km | Kimi Räikkönen       | Ferrari          | 1:21,670 (2008) |

## Serveis

### Oficials de cursa

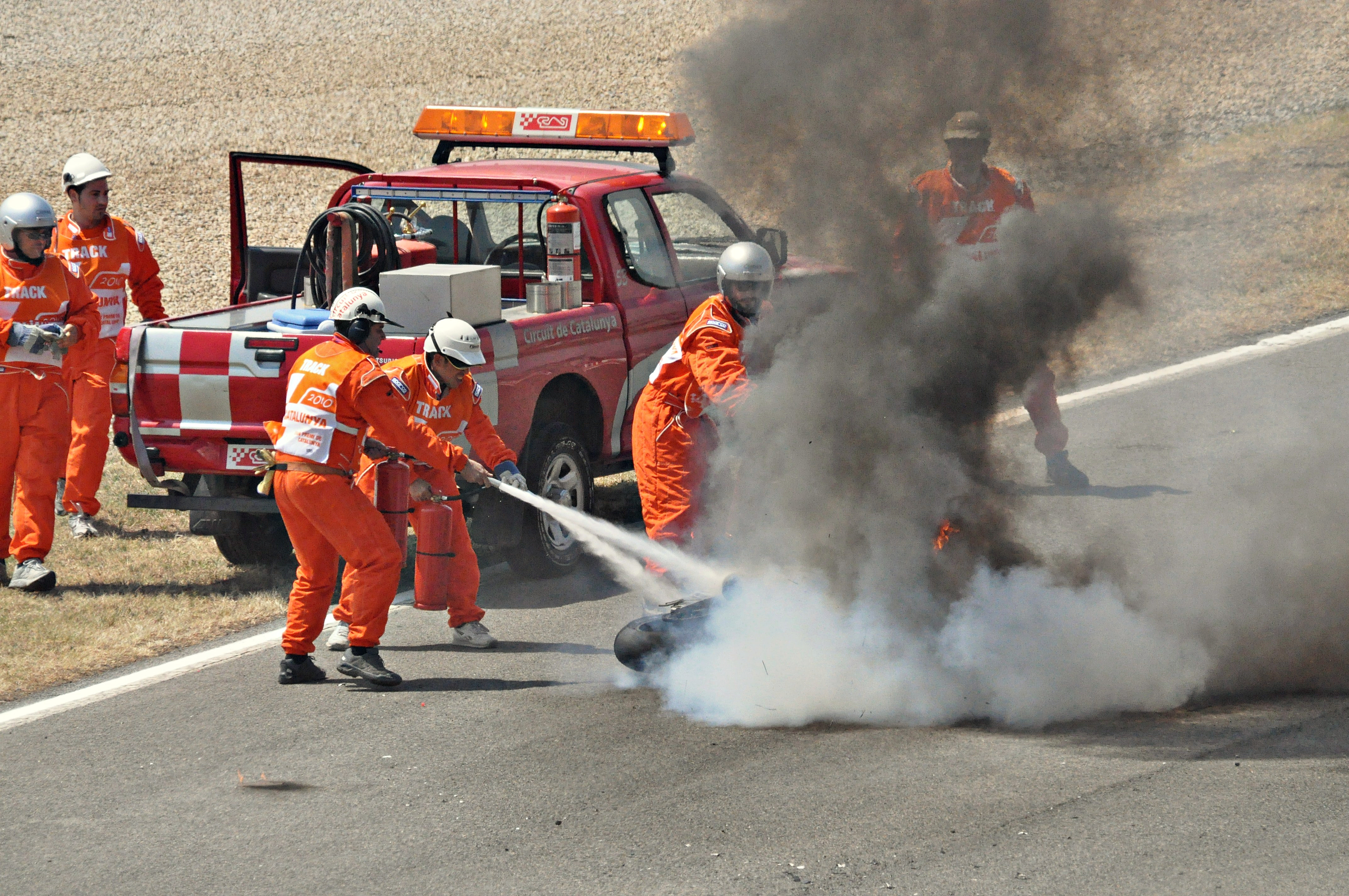
Oficials de pista apagant un incendi en una moto el 2010

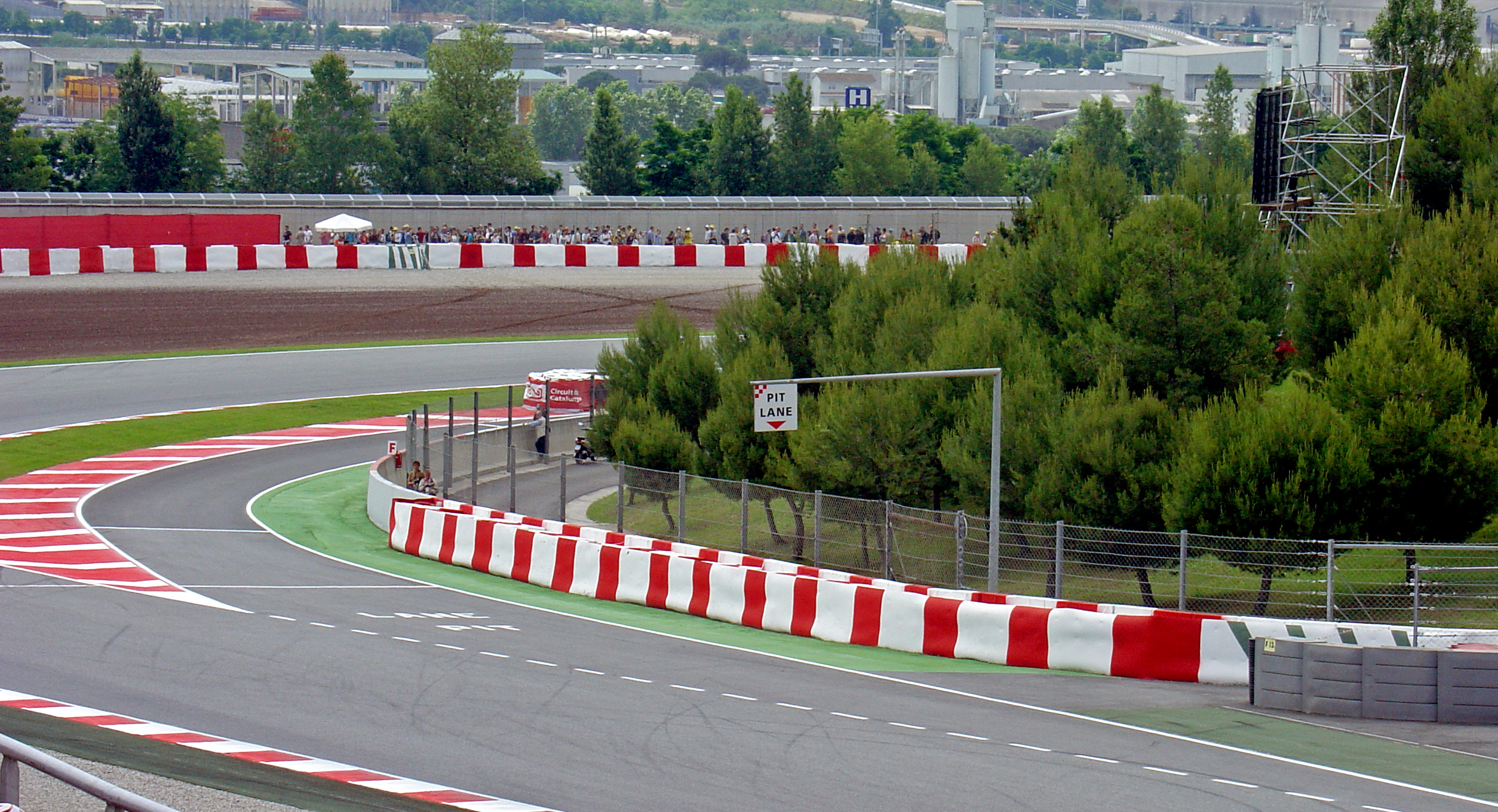
L'entrada a la línia de boxs

Els "oficials de cursa" del Circuit de Catalunya són un col·lectiu de voluntaris que col·laboren dins l'àrea esportiva amb el Director de cursa o amb els organitzadors d'una activitat concreta per tal de garantir tant la seguretat dels participants com la ràpida i efectiva solució de qualsevol incident. N'hi ha diferents tipus en funció de la responsabilitat:
- Director de cursa: conjuntament amb els organitzadors de l'esdeveniment coordina el desenvolupament de cada prova o competició garantint-hi l'aplicació del reglament esportiu.
- Caps de control i oficials de pista: cada cap de control és responsable d'un dels punts de control que té el circuit repartits de forma estratègica al llarg del traçat[27] (tret del punt de control ST, que depèn directament del Director de cursa). Els punts es numeren seguint la relació zero, doble zero, u, dos, tres... fins a completar el traçat. Cada cap de control pot tenir al seu càrrec diversos oficials de pista.
- Oficials de boxs: fan tasques idèntiques a les dels oficials de pista, afegint-hi els protocols per a garantir l'ordre a la línia de boxs seguint les instruccions del Director de cursa.
- Oficials de logística: fan tasques dirigides a garantir la total disponibilitat dels materials i articles necessaris a qualsevol punt del circuit, així com d'avituallament dels companys.
- Comissaris tècnics: s'asseguren que els participants observin a la perfecció el reglament tècnic de cada prova.
- Comissaris esportius: tenen capacitat per a dictaminar en cas de divergència de criteris i són a qui el Director de cursa consulta en cas d'incidències.

### Professionals de suport
A banda dels oficials, els dies de cursa el circuit compta amb la presència dels següents professionals:
- Serveis d'ordre: Tant el cos dels Mossos d'Esquadra com serveis de vigilància privada estan distribuïts per tota la instal·lació. La seva missió és la de controlar els accessos als llocs restringits i d'actuar en cas que el públic llenci objectes o pretengui envair la pista.
- Serveis mèdics:[28]  Cap mèdic, metges, infermers, auxiliars de clínica i personal de la Creu Roja, així com el personal mèdic destinat a la Clínica del Circuit, preparada per a fer intervencions quirúrgiques i ubicada al pàdoc.

### Vehicles de suport
Els següents vehicles col·laboren directament amb els oficials i els serveis mèdics:
- Vehicles de rescat: 
  - Vehicles elevadors: Amb capacitat de transitar damunt qualsevol superfície, disposen de braç llarg o curt per a recollir els vehicles que ho necessitin
  - Cotxes R i E: Vehicles tot terreny de l'organització que tenen com a finalitat ajudar en els rescats dels vehicles aturats a la grava i que estan dotats de sistema antiincendis i amb eines i màquines per a tallar la xapa dels vehicles
  - Grues per a endur-se els vehicles cap a boxs
  - Safety Cars: Vehicles que depenen directament del Director de cursa i tenen la funció de neutralitzar les curses per tal d'agrupar els participants en cas d'incidents greus.
- Vehicles mèdics:
  - Helicòpter medicalitzat: Ubicat davant de la Clínica del pàdoc, es fa servir per a evacuar ferits greus o molt greus que necessitin una atenció hospitalària urgent i vigilància mèdica continuada.
  - UCI: Ambulàncies d'Unitat de Cures Intensives, normalment també ubicades davant de la Clínica del pàdoc. La seva finalitat és similar a la de l'Helicòpter medicalitzat i es fa servir en absència d'aquest o quan les condicions meteorològiques o la foscor impedeixen el vol d'helicòpters.
  - Ambulàncies: Distribuïdes al llarg dels vials de servei, evacuen els pilots des del lloc de l'incident fins a la Clínica del Circuit. Així mateix, ofereixen servei de primers auxilis a la resta de col·laboradors de l'esdeveniment.
  - Cotxes S: Vehicles de l'organització, conduïts per un pilot expert, que porten d'acompanyant un metge especialista i una maleta amb elements mèdics de reanimació. Aquests vehicles es troben distribuïts pel traçat del circuit i estan a les ordres del Director de cursa, que els pot fer actuar per decisió pròpia o a sol·licitud d'un Cap de control.
  - Cotxes K: Vehicles d'extracció mèdica, ocupats per dos metges i quatre paramèdics amb la missió d'atendre el pilots en els incidents que es puguin produir.
- Altres:
  - Vehicles antiincendis: Vehicles de l'organització o del cos de Bombers de la Generalitat de Catalunya. La seva missió és la d'actuar en cas que es produeixi alguna situació de risc d'incendi entre els vehicles participants o bé en qualsevol dels edificis del Circuit.
  - Vehicles d'intervenció: Ubicats en dos punts intermedis del traçat. La seva missió és la d'actuar en casos d'incidents complexos amb la finalitat de donar suport en les tasques d'intervenció als oficials.

## Gestió mediambiental

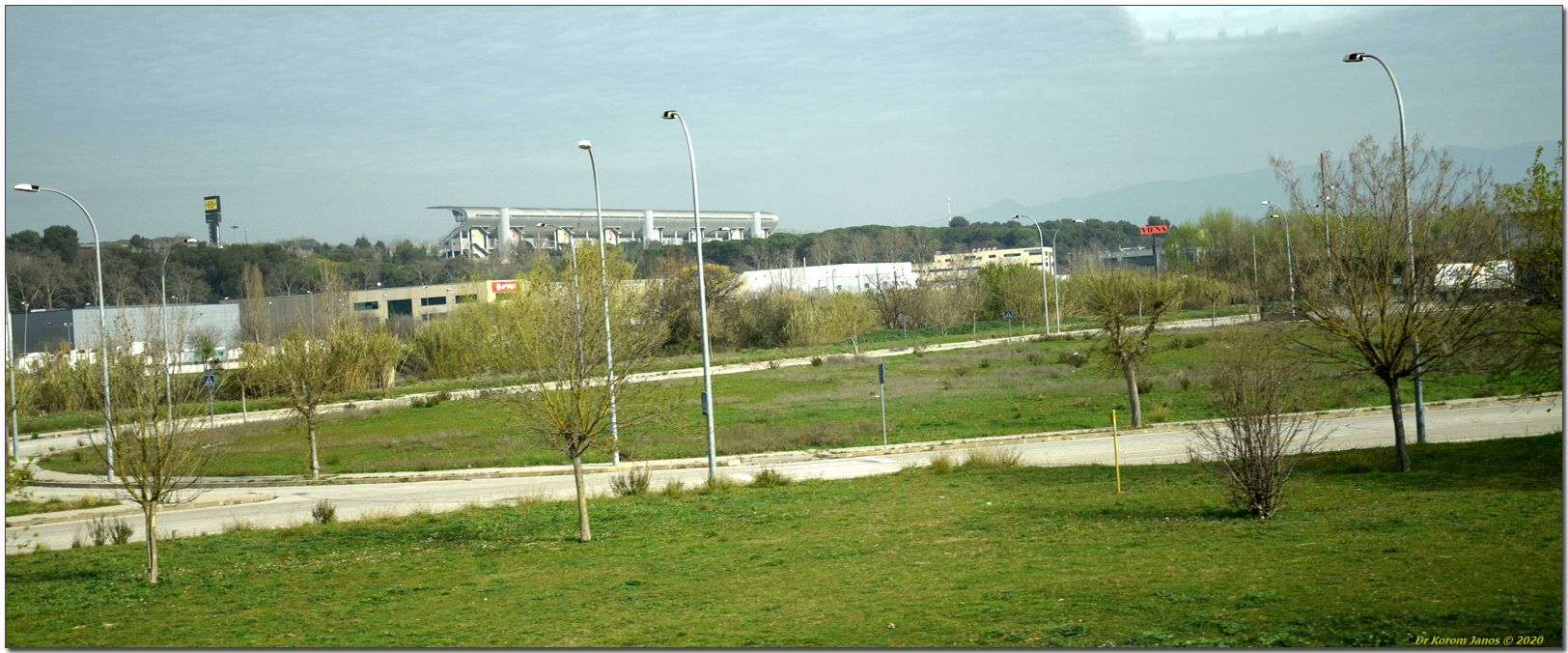
Vista dels voltants del circuit

El circuit rebé el 2008 el certificat ISO 14001-2004 pel sistema de gestió mediambiental del traçat que reuneix els requisits ISO per les activitats d'organització d'espectacles i lloguer d'instal·lacions, resultant aleshores el primer i únic circuit del món a obtenir la norma. El 2017, aconseguí renovar-la amb la versió de 2015 tornant a convertir-se en el primer circuit del món a aconseguir-ho. El 6 de juny de 2021 fou acreditat amb la certificació ISO 20121:2013 en l'organització d'esdeveniments amb una gestió sostenible mediambientalment amb l'ús d'energia 100% renovable, la donació d'aliments, l'ús de productes gastronòmics de km 0, l'ús de l'economia circular en la gestió de residus o la cura forestal sostenible de l'entorn del Circuit, entre d'altres.
El circuit ha rebut al llarg dels anys diversos premis i reconeixements a la seva gestió mediambiental i a la sostenibilitat de l'esport. Destaquen entre ells el premi a la sostenibilitat del Comitè Olímpic Internacional (COI), dos cops el premi Medi Ambient de la Federació Internacional de Motociclisme (FIM) i tres, l'acreditació d'Excel·lència Mediambiental al Circuit de la Fédération Internationale de l'Automobile (FIA), o el Premio a la Sostenibilidad Medioambiental de la Reial Federació Espanyola d'Automobilisme (RFEDA).
El 2024, la FIA renovà la certificació Three Star Environmental Accreditation que atorga del seu programa de sostenibilitat destacant que el Circuit assolí el 33% d'autoconsum energètic anual gràcies a la seva instal·lació fotovoltaica d'autoconsum, la més gran de caràcter públic de tot Catalunya.

### Contaminació acústica

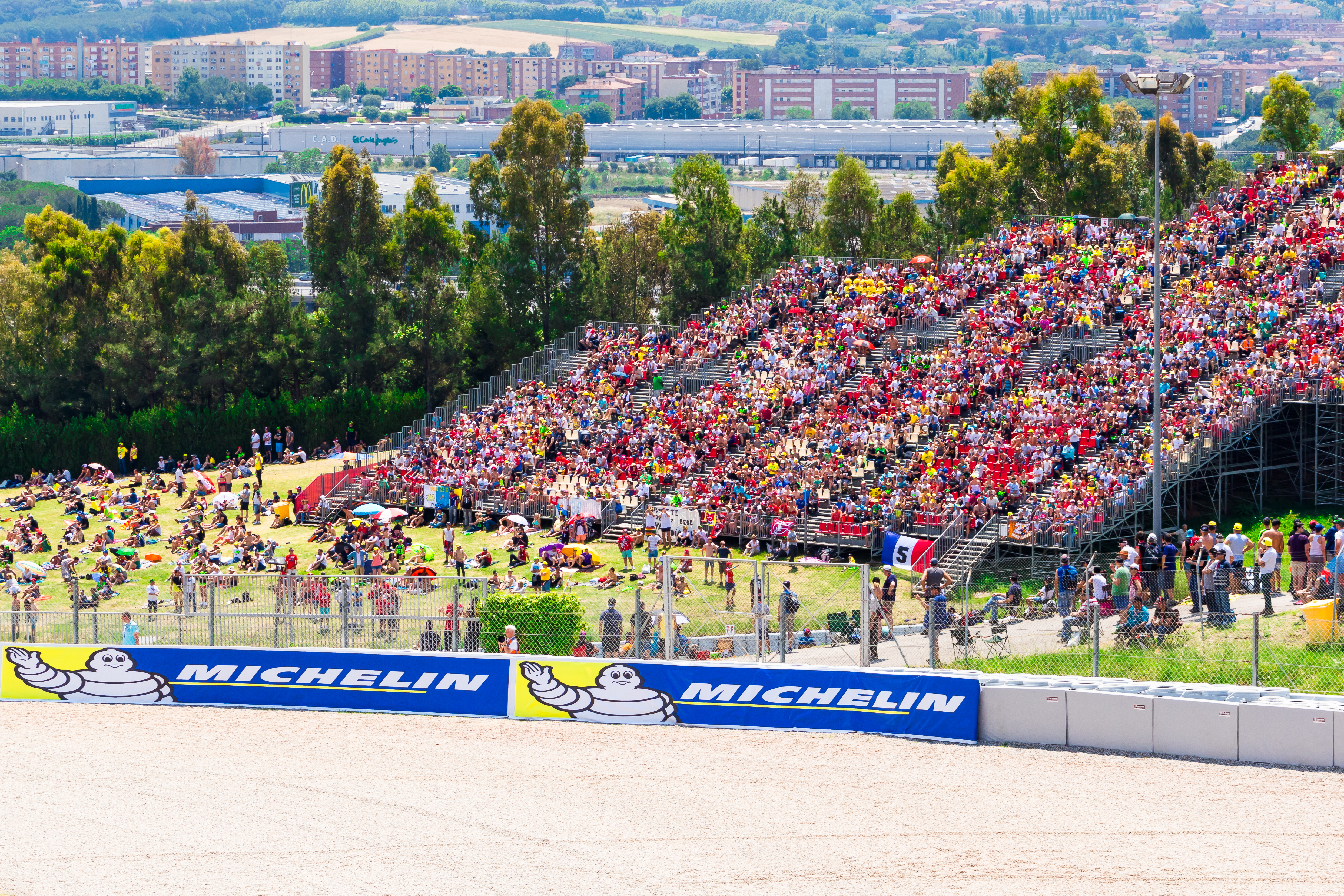
Una de les graderies durant el GP de Catalunya del 2016

El Circuit es va ubicar en una zona agrícola llunyana respecte de les poblacions al seu entorn i es va preveure envoltar-lo de polígons industrials per tal de minimitzar l'impacte sonor de la seva activitat.

 Tot i això, té poques proteccions eficaces per tal de reduir el soroll que produeixen els cotxes, motos i altres vehicles arran del creixement urbanístic de les poblacions que l'envolten, que creixeren acostant-s'hi amb el pas dels anys.
Les instal·lacions on es reuneixen desenes de milers de persones i les esportives en particular són una font de molèsties acústiques, perquè el soroll que produeixen és perceptible al seu voltant.
En el cas del circuit, aquest fet provocà que la Generalitat, propietària majoritària, reaccionés ordenant un informe per tal de millorar la protecció acústica de les instal·lacions.

## Problemàtica econòmica
Des de l'any 2007, l'assistència de públic al Gran Premi d'Espanya de Fórmula 1 i al Gran Premi de Catalunya de motociclisme va decaure progressivament, complicant-se la solvència econòmica del Circuit. De fet, des de l'any 2009, era deficitari econòmicament, ja que durant el període 2009-2018 van generar-se 50,5 milions d'euros de pèrdues. Per eixugar aquests deutes la instal·lació rep anualment aportacions extraordinàries de diners públics, tant de l'Ajuntament de Barcelona com de la Diputació de Barcelona i de la Generalitat de Catalunya. Per aquest motiu, durant la crisi financera global del 2007-2012 es plantejà des del Govern de la Generalitat la fi de la celebració de la Fórmula 1, posició que va retornar a un ple suport de les institucions un cop superada la crisi, i, per altra banda, el sector privat i l'hoteler s'ha negat històricament a sostenir econòmicament el Circuit generant un debat polític sobre la viabilitat de mantenir la celebració del Campionat de F1 ja que alguns mitjans van publicar presumptes irregularitats en la seva gestió. Totes aquestes xifres, però, només tenen en compte la inversió pública en el circuit obviant el retorn econòmic que generen les instal·lacions.
Així, el circuit generà l'any 2018 340 milions d'euros d'ingressos per l'economia catalana i una recaptació d'impostos de 40 milions d'euros que compensen i expliquen la inversió pública. Les instal·lacions generen en impostos al voltant dels 42 milions d'euros l'any, dels quals 35 se'ls queda l'estat espanyol i 7 es queden a Catalunya. Tot i això, les inversions dutes a terme per l'estat espanyol durant els 30 anys d'història del Circuit han estat de zero euros.
L'any 2025, es feu públic que el circuit generava un retorn econòmic de 410 milions d'euros l'any, més de 60 dels quals els recaptava l'estat qui seguia sense invertir un sol euro en les instal·lacions.